# Nord-Frøya kommun
Nord-Frøya kommun (norska: Nord-Frøya kommune) var en kommun i Sør-Trøndelag fylke i Norge. Kommunen var belägen nordväst om Trondheimsfjordens mynning och omfattade den norra delen av nuvarande Frøya kommun (norra delen av ön Frøya samt ett antal ögrupper från Sula och vidare åt nordöst till Halten.). Byn Svellingen utgjorde kommunens centralort.

## Administrativ historik
Nord-Frøya kommun upprättades den 1 januari 1906 när Frøya kommun delades i två och de båda kommunerna Nord-Frøya respektive Sør-Frøya bildades. Kommunen hade 3 972  invånare vid upprättandet.
Den 1 januari 1964 gick Nord-Frøya kommun, tillsammans med Sør-Frøya kommun, åter upp i Frøya kommun. Kommunens hade då 4 348 invånare.